# Biodiversitetskrisen
Biodiversitetskrisen er menneskeskabt, vi bruger naturens levesteder til noget, der ødelægger arternes levesteder eller forringer dem. Det betyder, at færre arter kan leve der. Vi har bygget så mange veje og huse og dyrket så meget føde og tømmer, at der nu kun er 1,6 procent beskyttet natur tilbage af Danmarks areal, ifølge regeringens uafhængige panel, Biodiversitetsrådet.